# Schoenus subflavus
Schoenus subflavus är en halvgräsart som beskrevs av Georg Kükenthal. Schoenus subflavus ingår i släktet axagssläktet, och familjen halvgräs. Inga underarter finns listade i Catalogue of Life.